# Il fantasma dell'Opera (film 1925)
Il fantasma dell'Opera (The Phantom of the Opera) è un film muto del 1925, diretto da Rupert Julian e, non accreditati, Lon Chaney, Edward Sedgwick ed Ernest Laemmle.
Il film, tratto dall'omonimo romanzo di Gaston Leroux, narra la storia di Erik, musicista geniale ma sfigurato che vive nascosto nei sotterranei dell'Opéra di Parigi; pronto a tutto pur di portare al successo la giovane cantante Christine, di cui è segretamente innamorato. Considerato un classico dell'epoca del muto, il film è principalmente ricordato per il celebre trucco di Chaney nel ruolo del protagonista, make-up da lui ideato, inquietante ancora oggi. La pellicola uscì nelle sale il 25 novembre 1925.

## Trama
Durante il debutto della stagione operistica all'Opéra di Parigi, è in programma il Faust di Charles Gounod. Il Conte Philippe de Chagny e suo fratello, il Visconte Raoul de Chagny sono tra gli spettatori della prima. Raoul è presente con la speranza di sentire cantare la sua amata, la cantante Christine Daaé. Christine è stata inaspettatamente promossa direttamente dal ruolo di corista a quello di solista a causa dell'indisposizione di Mme. Carlotta, la prima donna. Raoul le fa visita in camerino durante una pausa dello spettacolo, e le rivela la sua intenzione di sposarla. Ma la ragazza, per il momento, non vuole interrompere la sua carriera in forte ascesa, e rifiuta la proposta.

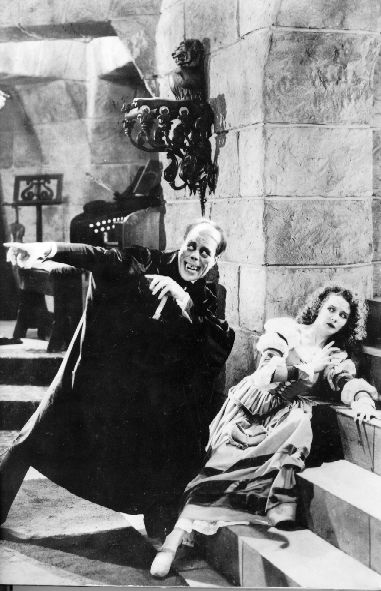
Il Fantasma (Lon Chaney), e Christine Daaé (Mary Philbin)

La scena si sposta negli uffici della direzione dell'Opéra, dove la vecchia dirigenza ha deciso di cedere la proprietà del teatro, ma prima di andarsene, il management avverte i nuovi proprietari della presenza del "Fantasma", un'oscura figura che infesta il luogo da anni. I nuovi direttori si mettono a ridere, facendosi beffe dell'avvertimento.
Al termine dello spettacolo, alcune ballerine vengono spaventate dalla visione di un uomo misterioso con in testa un fez che si aggira dietro le quinte. Temendo che possa trattarsi del fantasma, le ragazze decidono di chiedere a Joseph Buquet, un lavorante del teatro che è l'unica persona ad aver visto una volta il fantasma in faccia. Buquet lo descrive come una presenza spettrale con l'aspetto di uno scheletro vivente. Nel frattempo, la madre di Madame Carlotta, la prima donna dell'Opéra di Parigi, irrompe infuriata nell'ufficio dei nuovi dirigenti. Dice di aver ricevuto una lettera minatoria dal "Fantasma" che impone a sua figlia di farsi da parte in favore di Christine così che ella possa cantare nella parte di Marguerite la sera seguente, minacciando conseguenze se non verrà esaudito. Christine è nel suo camerino, e sta parlando con il fantasma (visto ancora come una sola ombra sul muro). La voce spettrale le comunica che sarà lei a prendere il posto di Carlotta nello spettacolo, e che lui sarà sempre il suo benefattore.
La sera dello spettacolo, Carlotta decide di darsi malata e Christine prende il suo posto come programmato. Raoul attende che la rappresentazione finisca, e poi si apposta dietro la porta del camerino della ragazza. Appena rimasta sola nella stanza, Christine inizia a parlare con il fantasma. Raoul origlia da dietro la porta. La voce dice a Christine: «Presto, Christine, questo spirito prenderà forma e chiederà il tuo amore!». Quando Christine lascia la stanza, Raoul si precipita dentro ma non trova nessuno. Carlotta riceve un'altra lettera dal Fantasma. Ancora una volta, le viene intimato di non cantare per lasciare il posto a Christine. Anche la dirigenza riceve una lettera di avvertimento dal fantasma, dove si afferma che se Christine non dovesse cantare, la rappresentazione del Faust sarà maledetta.
Nel frattempo, Simon Buquet trova il corpo del fratello Joseph, impiccato a una trave dietro le quinte del teatro. Egli giura che si vendicherà del fantasma assassino, essendo sicuro che il fratello sia stato da lui eliminato in quanto unica persona ad averlo mai visto in faccia.
La sera seguente, nonostante le minacce del Fantasma, Carlotta canta nello spettacolo nella parte di Marguerite. Inizialmente tutto sembra andare per il meglio, ma nel mezzo dello spettacolo, le luci del teatro iniziano a mancare e l'enorme lampadario di cristallo della sala precipita sugli spettatori in platea. Christine fugge nel suo camerino e viene chiamata da una voce misteriosa che sembra provenire da dietro uno specchio. In una sequenza quasi onirica, viene presa da una figura mascherata che la pone semi-svenuta sul dorso di un cavallo e la conduce nei sotterranei dell'Opéra. Da lì viene trasportata su una barca attraverso un lago sotterraneo fino al rifugio del Fantasma. La spettrale figura si presenta come "Erik" e le dichiara di essere innamorato di lei; Christine esita spaventata e poi sviene, quindi Erik la mette a dormire in una suite appositamente arredata per lei. Il giorno dopo, al risveglio, la ragazza trova un biglietto del fantasma dove è scritto che è libera di andare e venire a suo piacimento, a condizione che non chieda mai di vedere cosa si cela sotto la sua maschera. Nella stanza accanto, il fantasma è seduto all'organo a suonare una sua composizione dal titolo Don Juan Triumphant. La curiosità di Christine ha la meglio, e la ragazza non resiste alla tentazione di togliere la maschera al fantasma, rivelando l'orribile volto deforme dell'uomo. Il fantasma si infuria ed imprigiona Christine. Nel tentativo di scusarsi, la ragazza lo supplica di farla tornare nel mondo esterno ancora una volta, promettendogli di non rivedere mai più il suo amante.

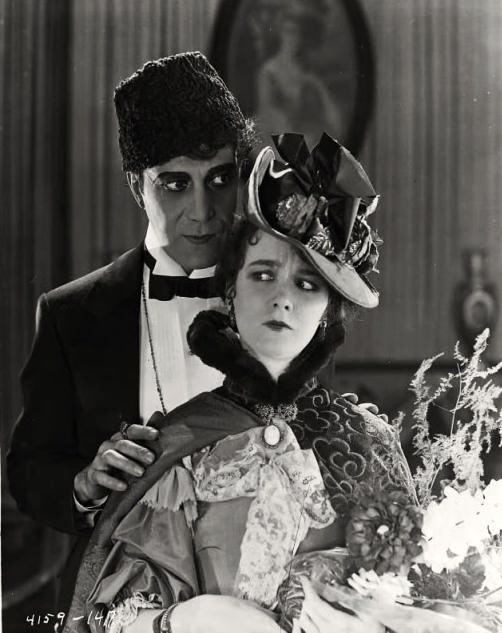
Arthur Edmund Carewe & Mary Philbin

Liberata dalla segregazione, Christine si reca all'annuale ballo in maschera che si tiene all'Opéra, al quale, per sorvegliarla, si reca in incognito anche il fantasma travestito da "Morte rossa". Raoul si incontra con Christine e i due si spostano sul tetto dell'Opéra, dove la ragazza racconta tutto all'amante. Il fantasma, ascolta di nascosto il loro dialogo dall'alto di una statua di Apollo. Raoul pianifica di fuggire a Londra con Christine alla fine dello spettacolo della sera successiva. Pazzo di gelosia, il Fantasma rapisce Christine dal palco durante un blackout nel mezzo dello spettacolo del giorno dopo. Raoul corre nel camerino di Christine, e incontra l'uomo con il fez dell'inizio, il quale gli rivela di essere l'Ispettore Ledoux, un poliziotto in incognito che sta seguendo le tracce di Erik sin da quando l'uomo è fuggito dalla colonia penale dell'Isola del Diavolo. I due uomini scoprono l'entrata segreta attraverso lo specchio che porta ai sotterranei e si addentrano nelle catacombe. Finiscono entrambi in una trappola, rinchiusi in una stanza delle torture ideata dal fantasma. Anche Philippe si aggira per il sotterraneo in cerca del fratello, ma viene sorpreso da Erik che lo affoga nel lago. Tornato nel suo covo, il fantasma scopre inoltre la presenza dei due intrusi nella stanza delle torture. Gira un interruttore, e la stanza viene inondata da un calore insopportabile; ma i due riescono in extremis a trovare una via di fuga attraverso una botola nel pavimento. Nella stanza sotto, il Fantasma li imprigiona nuovamente chiudendo un cancello, questa volta dentro una stanza piena di polvere da sparo.
Il fantasma chiede a Christine di fare la sua scelta: girando un interruttore a forma di scorpione salverà la vita di Raoul, ma in cambio dovrà diventare sua moglie; girandone uno a forma di cavalletta invece, causerà l'esplosione dell'intera Opéra, e la morte di tutti loro. Christine sceglie lo scorpione, ma il fantasma l'ha ingannata e l'acqua scorga copiosa nella stanza dove sono tenuti prigionieri Raoul e Ledoux, minacciando di affogarli. Christine supplica Erik di salvare Raoul, promettendogli qualsiasi cosa in cambio. All'ultimo secondo, il Fantasma acconsente e salva i due malcapitati. Intanto, una folla inferocita capeggiata dal vendicativo Simon Buquet irrompe nei sotterranei in cerca del Fantasma.
Allertato da un allarme, Erik fugge in una carrozza rubata a un vetturino in strada fuori dal teatro, portando con sé Christine. Durante la corsa la carrozza si rovescia per la troppa velocità. Mentre Raoul salva Christine, la folla circonda il Fantasma e lo lincia per poi gettarne il cadavere straziato nella Senna.

## Produzione

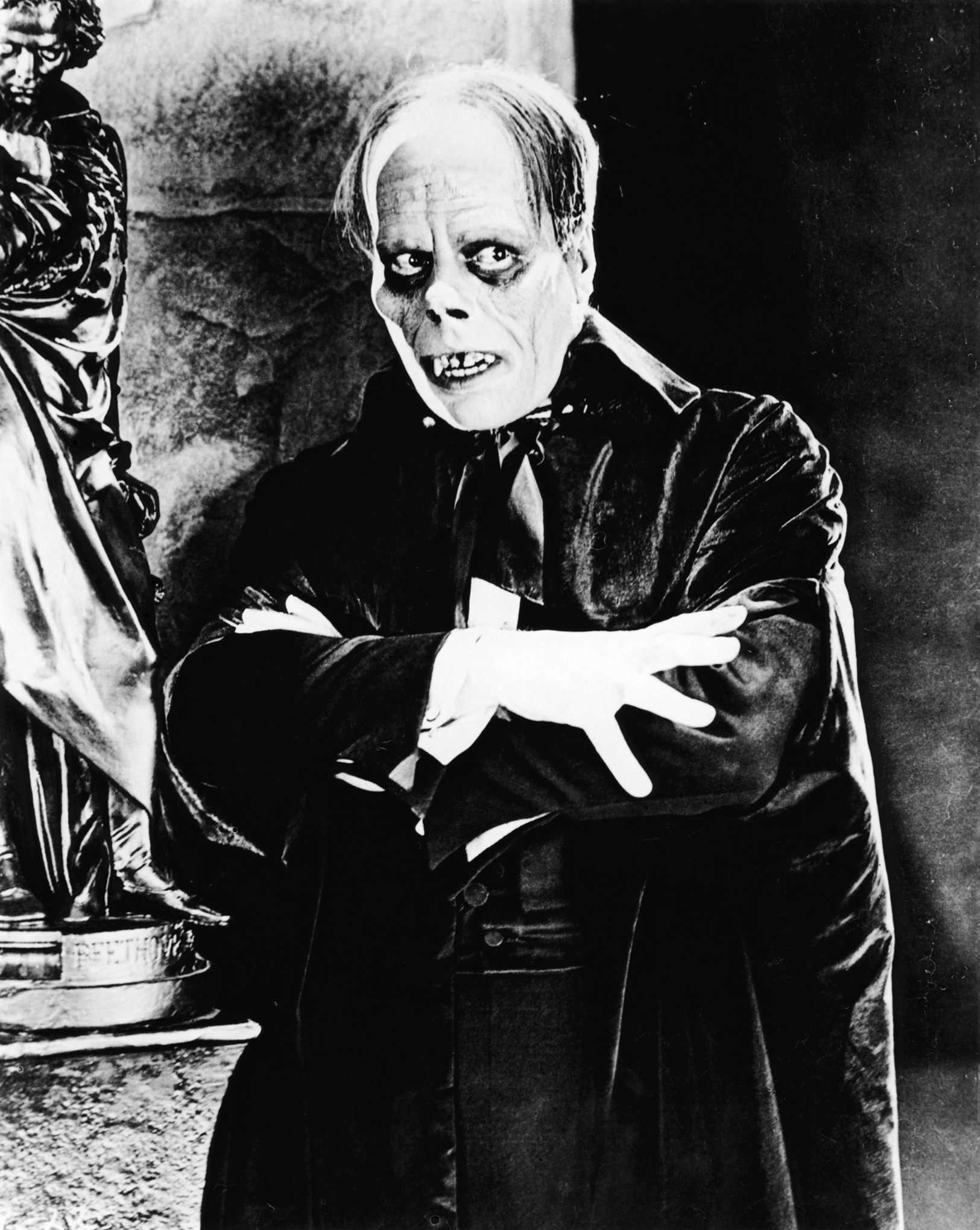
Lon Chaney è Erik, il fantasma dell'Opera.

La scena dove Christine toglie la maschera al Fantasma

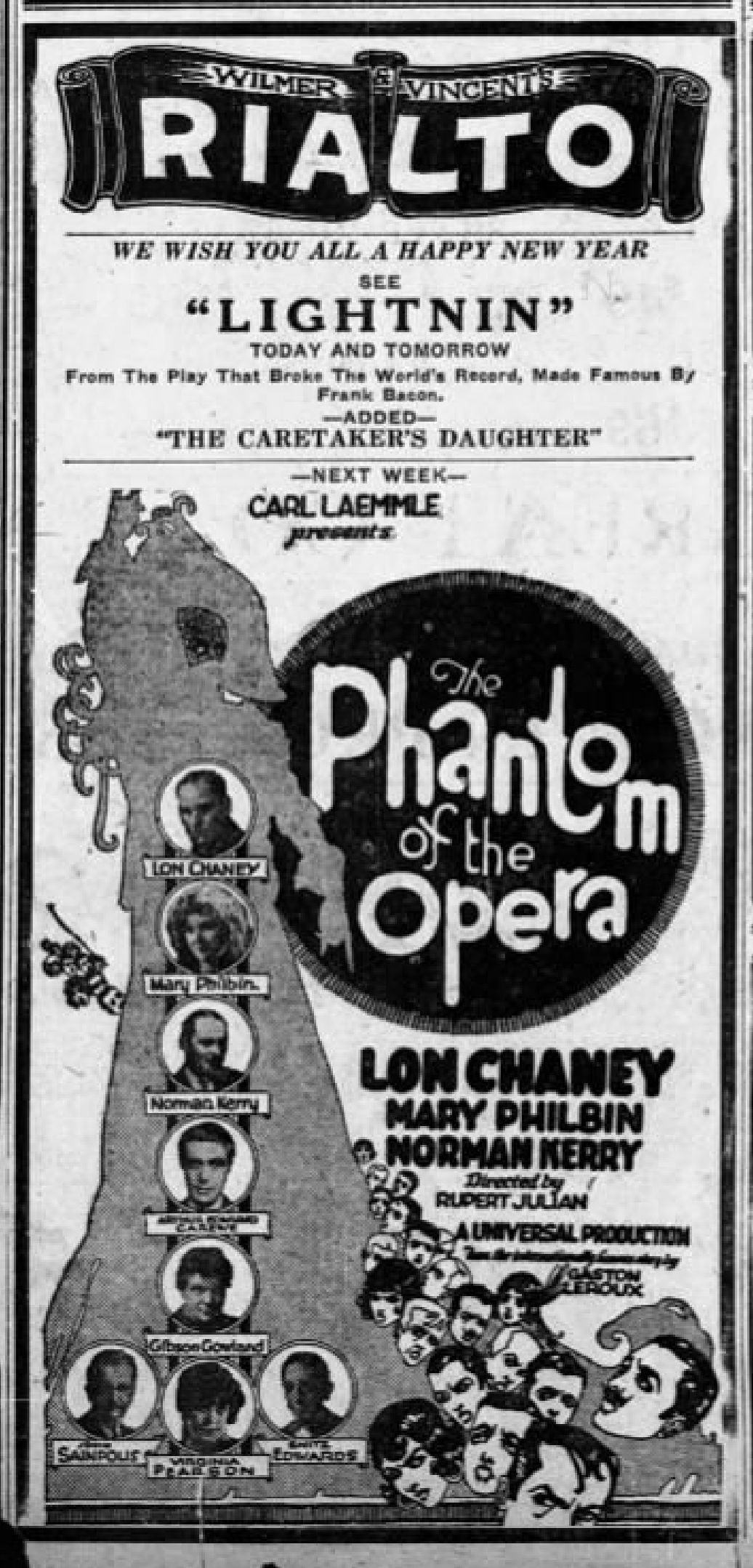
Locandina pubblicitaria del film (1926)

Nel 1922, Carl Laemmle, presidente della Universal Pictures, andò in vacanza a Parigi. Durante il soggiorno, Laemmle incontrò lo scrittore Gaston Leroux, che all'epoca collaborava con l'industria cinematografica francese. Laemmle disse a Leroux quanto gli piacesse il palazzo dell'Opéra di Parigi e della sua fascinazione per la musica lirica in generale. Allora Leroux regalò a Laemmle una copia del suo romanzo del 1910 Il fantasma dell'Opera. Laemmle lesse il libro tutto d'un fiato in una sola notte e decise di acquistarne subito i diritti per una trasposizione cinematografica, avendo già in mente Lon Chaney come protagonista. Chaney era reduce da un'altra interpretazione importante nel film Il gobbo di Notre Dame, sempre di ambientazione parigina e sempre da ricordare per il trucco mostruoso che ne aveva sfigurato i lineamenti. La lavorazione del film iniziò alla fine del 1924 agli Universal Studios. L'artista francese Ben Caray, che aveva lavorato all'Opéra di Parigi, venne scritturato per disegnare gli scenari che la Universal non poteva replicare senza un consulto preciso. Durante la produzione non filò tutto liscio; secondo quanto dichiarato dal direttore della fotografia, Charles Van Enger, Chaney e il resto del cast ebbero rapporti piuttosto tesi con il regista Rupert Julian. La tensione si fece particolarmente alta tra Chaney e Julian, e Van Enger fece spesso da intermediario tra i due, riferendo a Chaney le indicazioni di Julian, che l'attore semplicemente ignorava, mandando regolarmente a dire al regista di andare a "farsi fottere!". Alla fine, Chaney diresse da solo molte delle sue scene. Il primo montaggio del film fu presentato a Los Angeles il 7 e 26 gennaio 1925. La colonna sonora venne scritta da Joseph Carl Breil. Non è sopravvissuta nessuna informazione circa la partitura della colonna sonora originale di questo primo montaggio. A causa di critiche sfavorevoli e accoglienza non entusiasta da parte del pubblico della prima, l'uscita del film venne posticipata. La dirigenza della Universal disse a Julian di ri-girare molte scene e di cambiare stile, temendo che un melodramma gotico non avrebbe incontrato i favori del pubblico e recuperato i costi di budget. Alla fine Julian decise di abbandonare la produzione. Edward Sedgwick (in seguito regista del film Il cameraman di Buster Keaton nel 1928) venne quindi incaricato dal produttore Laemmle di finire il film apportando le modifiche richieste. Anche il nipote di Laemmle, Ernst Laemmle, contribuì al film girando qualche breve sequenza aggiuntiva. Raymond L. Schrock e lo sceneggiatore originale Elliot Clawson scrissero alcune nuove scene su richiesta di Sedgewick. Il tono del film venne quindi modificato da thriller drammatico a commedia romantica con elementi di azione. Gran parte delle nuove scene aggiunsero varie sottotrame, con Chester Conklin e Vola Vale quali elementi comici. Questa fu la versione presentata a San Francisco il 26 aprile 1925, ma anch'essa non venne ben accolta dagli spettatori in sala, e il pubblico fischiò. La terza ed ultima versione fu il risultato dei registi della Universal Maurice Pivar e Lois Weber che ridussero la lunghezza del film a nove rulli. La maggior parte delle scene girate da Sedgwick furono rimosse, anche se il finale, dove il Fantasma viene braccato dalla folla e poi gettato nella Senna, rimase nella versione finale. Gran parte dei tagli fatti alla prima versione di Julian furono reintegrati nella pellicola, sebbene con alcune importanti eccezioni. In questa versione, consistente in un misto del girato originale del 1924 e di alcune scene dirette da Sedgwick, il film debuttò il 6 settembre 1925, al cinema Astor Theatre di New York. La colonna sonora della versione mostrata all'Astor venne composta da Gustav Hinrichs. Tuttavia, la partitura di Hinrichs non fu pronta in tempo, così invece, secondo quanto riportato da Universal Weekly, durante la prima si ascoltò musica di Eugene Conte.

### Makeup

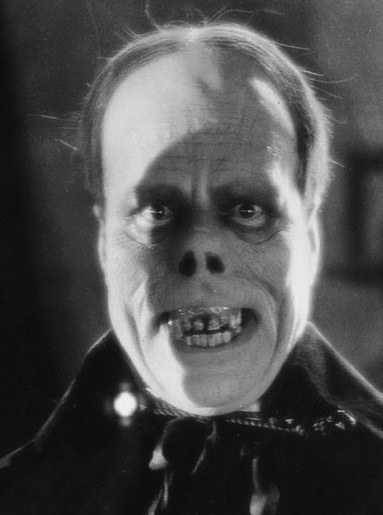
Lon Chaney truccato da fantasma dell'Opera

Sulla scia del successo de Il gobbo di Notre Dame nel 1923, a Chaney fu data nuovamente la possibilità di idearsi da solo il proprio trucco per impersonare la parte. Lon Chaney si dipinse di nero le orbite degli occhi, dando loro un'impressione da teschio. Si tirò anche su la punta del naso e lo bloccò in quella posizione con un filo, si allargò le narici con della vernice nera e utilizzò dei denti finti per completare l'aspetto orribile e deformato del Fantasma. Quando il pubblico vide per la prima volta il film, restò inorridito dalla scena dove Christine toglie la maschera al Fantasma, svelando il suo orribile aspetto, e molte signore in sala svennero.

## Soundstage 28
Il produttore Laemmle commissionò la costruzione di un set per ricreare l'Opera di Parigi. Dato che avrebbe dovuto ospitare centinaia di comparse, il set divenne il primo ad essere costruito con l'impiego di travi d'acciaio incastonate nel cemento. Per questa ragione fu smantellato solo nel 2014. Lo "Stage 28" dello Universal Studios conservava ancora gran parte del set originale del film, e la struttura, all'epoca della sua demolizione, era la più vecchia scenografia sopravvissuta costruita appositamente per una produzione cinematografica. Venne riciclata in centinaia di pellicole e serie televisive. Lo Stage 28 venne completamente demolito il 23 settembre 2014.

## Distribuzione
Il film fu distribuito dalla Universal Pictures: fu presentato in prima a New York il 6 settembre 1925. Si rivelò un grande successo di pubblico con un incasso di oltre 2 milioni di dollari a fronte di un budget di 632,000 dollari.
La versione muta del '25 sopravvive solo nelle stampe "Show-At-Home" da 16 mm create dalla Universal. Esistono diverse versioni di queste stampe, ma nessuna è completa, mentre si conserva l'edizione sonora realizzata nel 1929 (in cui Chaney è doppiato da un altro attore) contenente nuove scene girate da Ernst Laemmle (con Mary Fabian al posto di Virginia Pearson nel ruolo di Carlotta). Questa nuova edizione fu presentata a New York il 7 febbraio 1930. Le recenti versioni home video rimasterizzate contengono una combinazione di elementi e scene presi dalle edizioni del '25 e del '29.
Ne circolano diverse riedizioni (basate perlopiù su quella del 1929), con vari tagli e aggiunte (di 95', 107', 106', 101' e 92', quest'ultima, del 1995, è la più filologicamente corretta).
La pellicola è entrata nel pubblico dominio negli Stati Uniti perché la Universal non rinnovò il copyright nel 1953.

## Critica

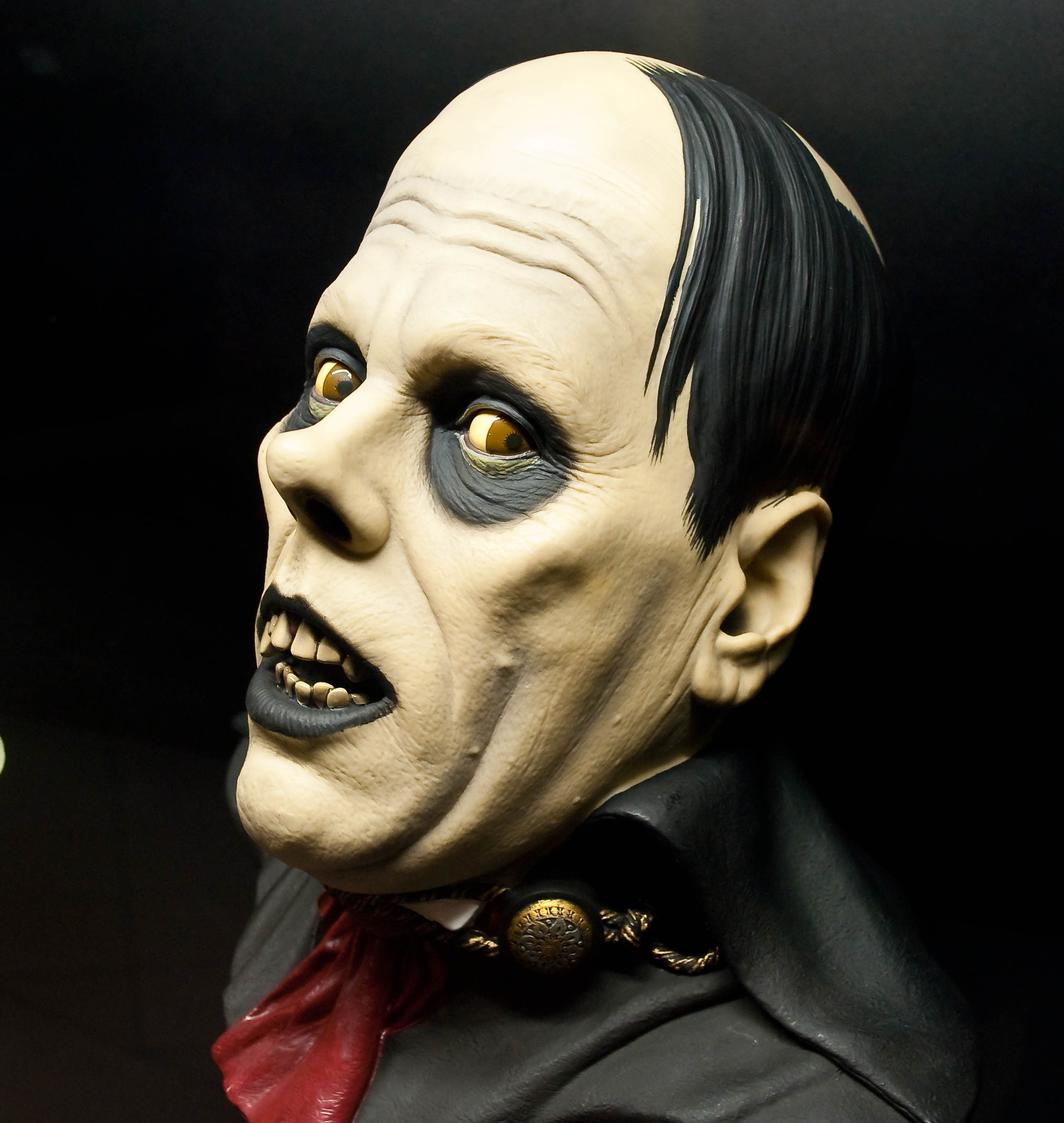
Busto di Lon Chaney truccato da Erik, il fantasma dell'Opera, Museo Nazionale del Cinema, Torino

Questa prima trasposizione cinematografica del romanzo omonimo di Gaston Leroux è generalmente considerata una tra le più riuscite e suggestive.
Il regista resta vicino allo spirito della penna di Leroux (pur prediligendone i tratti più tenebrosi), dando vita ad un mondo oscuro e misterioso, evocando atmosfere gotiche che faranno scuola (influenzando tutti i grandi horror degli anni Trenta) in cui si fondono orrore e romanticismo. La sceneggiatura di Elliot J. Clawson e Raymond L. Schrock riprende con grande fedeltà le pagine del romanzo originale (prendendosi qualche licenza solo nel finale), limitandosi a sfrondarlo degli elementi meno essenziali per concentrarsi sulla componente gotico-orrorifica e romantica (ma trova anche spazio per la descrizione del mondo dell'opera e per gustosi siparietti semi-brillanti), con particolare attenzione alla figura del Fantasma, figura oscura e romantica in cui convivono malvagità quasi demoniaca e una commovente e tragica umanità.
Tra gli elementi più apprezzati del film, l'interpretazione di Lon Chaney, che offre quella che da molti è considerata una delle sue migliori prove d'attore, creando un personaggio destinato a restare fissato indissolubilmente nell'immaginario collettivo (sinonimo stesso di Fantasma dell'Opera almeno sino all'avvento di Michael Crawford).
Più che gli elementi orrorifici (che dovevano apparire realmente spaventosi negli anni Venti), lo spettatore contemporaneo può apprezzare la straordinaria forza evocativa e l'atmosfera inquietante e fantastica, fatta di candelabri, ragnatele, scenografie spettrali, ancor oggi intrigante ed efficace.
Tra le sequenze più celebri, quella in cui Christine scopre il volto di Erik mentre questi suona l'organo (inquietante anche ai giorni nostri) e l'ingresso del Fantasma al ballo mascherato da Morte Rossa (entrambe virate, rispettivamente in blu e in rosso).

### Responso iniziale
L'accoglienza critica iniziale al film fu mista. Mordaunt Hall del The New York Times diede della pellicola un giudizio favorevole definendola "spettacolare", ma scrisse anche che la sceneggiatura e la recitazione potevano essere leggermente migliori. TIME elogiò le scenografie ma definì il film "solo abbastanza buono". Variety scrisse: "Ovviamente Il fantasma dell'Opera non è un brutto film da un punto di vista tecnico, ma girando intorno al terrore esercitato sul personale dell'Opéra di Parigi da una mente folle nascosta dietro un volto orribile, la combinazione fa sembrare il tutto piuttosto buffo".

### Critica attuale
Le recensioni retrospettive del film sono ampiamente positive, e molti critici considerano il film un capolavoro del muto e la miglior trasposizione cinematografica del romanzo di Leroux.
Roger Ebert assegnò al film quattro stellette su quattro, scrivendo nella sua recensione: "Il film rende l'Opéra uno dei luoghi più grotteschi del cinema, e la performance di Chaney trasforma un personaggio assurdo in una figura spettrale ed ossessionante". Adrian Warren di PopMatters diede al film un voto di 8 su 10, riassumendo: "Complessivamente, Il fantasma dell'Opera è fantastico: inquietante, splendidamente girato e intriso di un'atmosfera gotica densa e ombrosa. Con una messa a punto tecnica e visiva così forte sarebbe stato difficile per Chaney rovinare completamente le cose, e la sua esibizione è davvero grandiosa, elevando un dramma horror già solido al regno del cinema leggendario". Time Out London recensì positivamente la pellicola, pur criticando la recitazione datata di alcuni attori come ad esempio Mary Philbin, lodò la performance di Chaney come la miglior interpretazione in assoluto del personaggio del romanzo, e vero motivo di interesse del film dopo tutti questi anni. Paolo Mereghetti nel suo Il Mereghetti. Dizionario dei film assegna alla pellicola tre stelle definendola la migliore e più fedele trasposizione del romanzo di Leroux, in possesso di "uno spessore mitico sconosciuto ai vari Fantasma dell'Opera successivi".
TV Guide assegna al film 4 stellette su 5, scrivendo: "Uno dei più famosi film horror di tutti i tempi, Il fantasma dell'Opera riesce ancora a inquietare dopo oltre 60 anni".
Rudy Salvagnini nel suo Dizionario dei film horror dà quattro stellette al film definendo l'opera un "classico" e l'interpretazione di Lon Chaney "sublime".
Sul sito internet Rotten Tomatoes, Il fantasma dell'Opera ha un indice di gradimento del 91% basato su 46 recensioni da parte di critici professionisti, con un voto complessivo di 8.4 su 10.

## Riconoscimenti
Nel 1998 è stato scelto per la conservazione nel National Film Registry della Biblioteca del Congresso degli Stati Uniti.

## Versione sonora del 1929

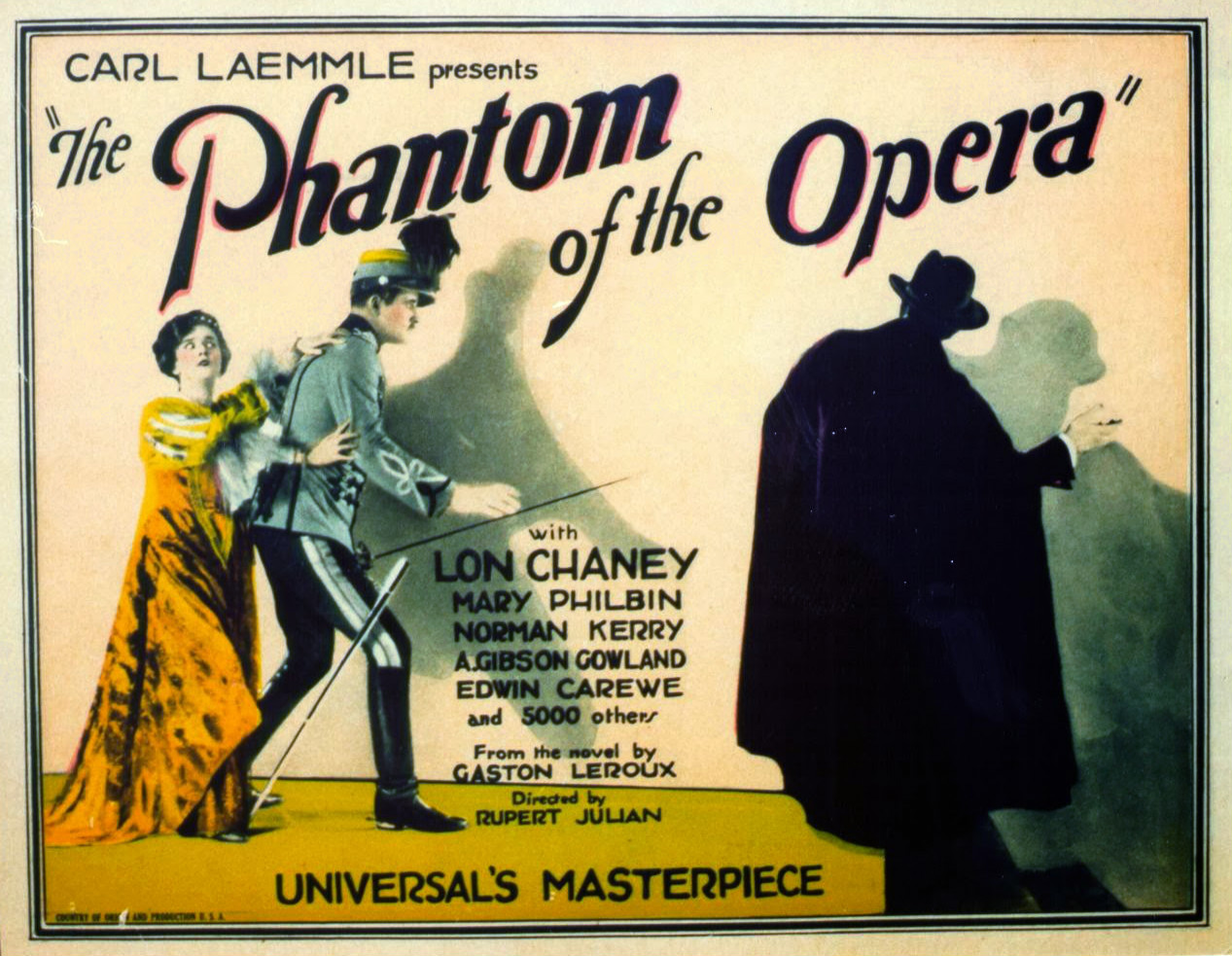
Locandina del film

Dopo il successo dell'introduzione del sonoro nel Cinema durante la stagione 1928-29, la Universal annunciò di essersi assicurata i diritti per un sequel de Il fantasma dell'Opera dagli eredi di Gaston Leroux. Intitolato The Return of the Phantom ("Il ritorno del fantasma"), il film sarebbe stato sonoro e a colori. La Universal non avrebbe potuto scritturare Lon Chaney per il sequel essendo lui ora sotto contratto con la MGM.
La Universal in seguito scartò il progetto del sequel, e scelse invece di ri-distribuire Il fantasma dell'Opera con una nuova colonna sonora sincronizzata ed effetti sonori vari, con l'aggiunta di nuove scene parlate. I registi Ernst Laemmle e Frank McCormick rigirarono poco meno della metà del film con il sonoro durante l'agosto 1929. Il girato riutilizzato dalla versione originale del 1925 venne arrangiato musicalmente da Joseph Cherniavsky, con l'aggiunta di effetti sonori sincronizzati. Mary Philbin e Norman Kerry ripresero i loro rispettivi ruoli per le nuove scene, mentre Edward Martindel, George B. Williams, Phillips Smalley, Ray Holderness, ed Edward Davis furono aggiunti al cast per sostituire gli attori non disponibili. Non potendo utilizzare la vera voce di Chaney, e nemmeno doppiare il labiale dell'attore per motivi contrattuali, i dialoghi del fantasma furono ridoppiati in terza persona da altro attore (probabilmente da Phillips Smalley, ma non esiste nessun accredito ufficiale).
La versione sonora de Il fantasma dell'Opera debuttò il 16 febbraio 1930, e incassò ulteriori 419,000 dollari. Questa versione del film è andata perduta, sebbene ne esista ancora la traccia audio.
Il successo de Il fantasma dell'Opera ispirò la Universal a finanziare la produzione di una lunga serie di film horror, come Dracula, Frankenstein, L'uomo lupo, L'uomo invisibile, e La mummia; compresi numerosi sequel degli stessi. Molte di queste pellicole sono ora considerate dei classici e rientrano nel filone cosiddetto dei "Mostri della Universal".

## Versioni differenti

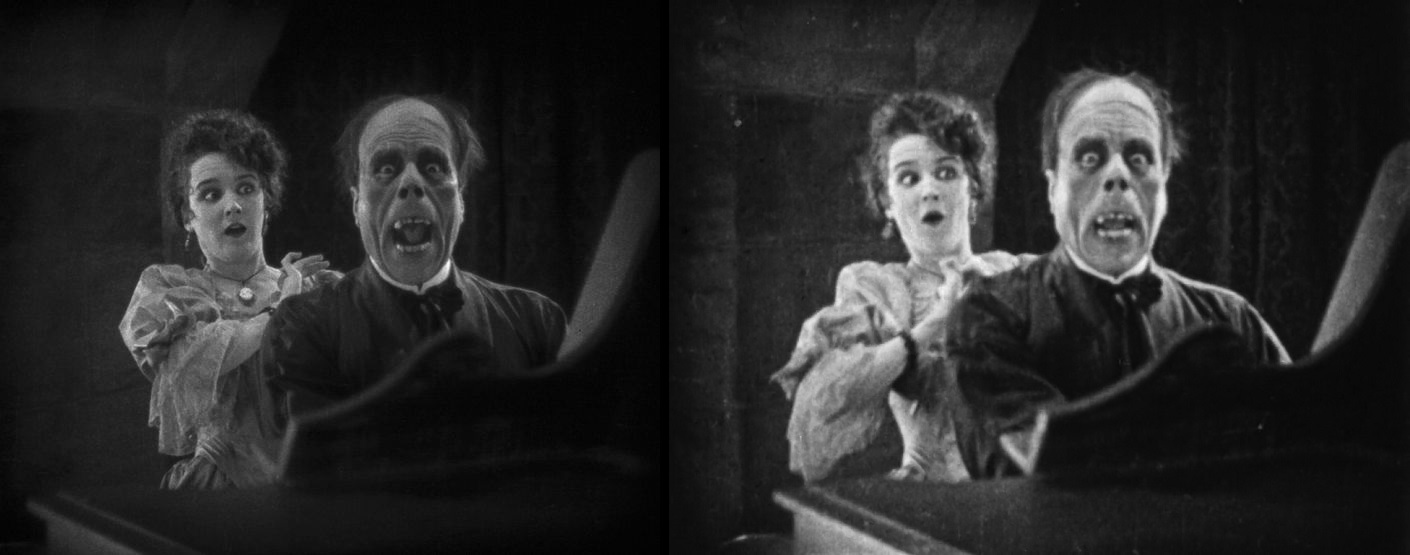
La scena dello smascheramento che si diceva avesse fatto gridare e svenire gli spettatori al cinema nel 1925. La versione Eastman House è quella a sinistra, la versione originale del 1925 è quella a destra.

La migliore stampa esistente del film dal punto di vista qualitativo è ricavata da un negativo originale realizzato dalla George Eastman House agli inizi degli anni cinquanta per la Universal Pictures. La versione originale del 1925 esiste solo in copie 16mm "Show-At-Home" create dalla Universal negli anni trenta. Esistono svariate versioni di queste stampe, ma nessuna è completa. Tutte provengono dal negativo originale, ma non sono integrali.
A causa della migliore qualità della stampa Eastman House, molte edizioni home video provengono da questa come fonte base per il trasferimento. In questa versione c'è la cantante Mary Fabian nel ruolo di Carlotta. Nelle versioni successive, Virginia Pearson, che interpretava Carlotta nel film originale del 1925, viene invece accreditata come "madre di Carlotta". La maggior parte delle scene mute della versione 1929, hanno un'inquadratura di macchina leggermente differente, e provengono effettivamente da una seconda camera, utilizzata per realizzare copie del film per i mercati esteri e secondi negativi; un accurato esame delle due versioni rivela inquadrature simili ma differenti nella composizione delle scene nella versione del 1929. Nel 2009, ReelClassicDVD ha pubblicato un'edizione speciale in DVD del film che include un confronto scena per scena tra le due versioni, effettuato attraverso un montaggio della stampa Show-At-Home del 1925 con quella Eastman House, cercando di mantenere la continuità narrativa.
Tuttavia, sussistono ancora alcune incongruenze tra le varie versioni. Non è chiaro a quale scopo sia stato prodotto il negativo usato per la stampa Eastman House, in quanto include scene tratte dalla versione del 1929, e mostra alcuni segni di usura o danni. Per ragioni sconosciute, è stato aggiunto un prologo di apertura che mostra un uomo con una lanterna, usando una singola inquadratura continua, e sebbene sembri che l'uomo apra la bocca per parlare, non esiste traccia dei dialoghi corrispondenti. Questa scena sembra essere un'aggiunta successiva per la versione sonorizzata, ma è presente già nella versione originale del 1925, in una durata più breve e utilizzando un diverso primo piano del misterioso uomo con la lanterna. Non c'è una sequenza corrispondente che contenga "l'uomo con la lanterna" che si vede all'inizio del film nei nastri audio della versione sonorizzata. Mentre gli effetti sonori sembrano seguire abbastanza da vicino il film, le scene con dialoghi (che a un certo punto costituiscono circa il 60% del film) sono generalmente più corte delle corrispondenti sequenze sui nastri audio. Inoltre, poiché i dischi sonori erano sincronizzati con una velocità di proiezione di 24 fotogrammi al secondo (la velocità stabilita per un film sonoro), e il film in formato DVD è presentato a un frame rate più lento (per riprodurre una velocità naturale), la colonna sonora del DVD è stata modificata per suonare più lentamente rispetto alla velocità originariamente registrata. Inoltre, la sequenza dei titoli di testa, il sopracitato uomo con la lanterna, le scene con Mary Fabian che interpreta Carlotta, e l'esibizione di Mary Philbin all'Opéra sono girate a 24 fotogrammi al secondo (la velocità della pellicola sonora), e quindi devono essere state girate dopo l'uscita originale del film.
Il 1º novembre 2011, la Image Entertainment ha distribuito una nuova versione in formato Blu-ray del Fantasma dell'Opera, prodotta dalla Film Preservation Associates di David Shepard.

## Scene a colori

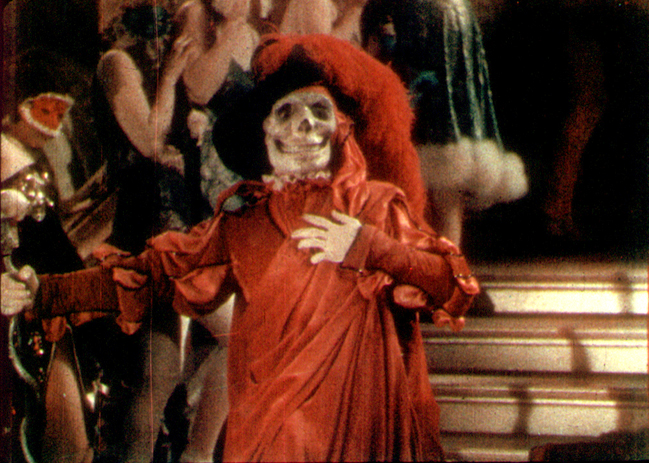
Il Fantasma travestito da "Morte rossa" nella scena del ballo in maschera. La scena venne girata in Technicolor

Secondo Harrison's Reports, quando il film venne originariamente distribuito nel 1925, conteneva 17 minuti di immagini a colori; queste scene furono mantenute nella versione sonorizzata del 1929-30. Tutte le scene ambientate all'opera durante la rappresentazione del Faust e quelle del ballo in maschera furono girate impiegando il sistema "Process 2 Technicolor" (che permetteva di virare le immagini in due colori). Attualmente solo le scene a colori del ballo in maschera sono sopravvissute. Nella scena sul tetto dell'Opéra, la cappa del Fantasma fu colorata di rosso, utilizzando un processo di colorazione a mano. Questo effetto è stato replicato attraverso una colorazione digitale in occasione del restauro della pellicola nel 1996.
Come in molti film dell'epoca, il bianco e nero era virato in vari colori per creare l'atmosfera. Questi includevano l'ambra per gli interni, il blu per le scene notturne, il verde per gli stati d'animo, il rosso per il fuoco e il giallo per gli esterni diurni.

## Differenze principali tra il film e il romanzo
Anche se questo particolare adattamento viene spesso considerato il più fedele al romanzo originale, sussistono comunque delle differenze tra libro e film.
Nel film, M. Debienne e M. Poligny cedono la proprietà del teatro dell'opera a M. Montcharmin e M. Richard, mentre nel romanzo essi sono semplicemente i vecchi e i nuovi direttori che si succedono nelle cariche.
Il personaggio di Ledoux non è un misterioso persiano come nel libro, ma invece un detective francese della polizia segreta. Questo radicale cambiamento del personaggio non era nel copione originale; ma venne deciso solo durante le fasi di montaggio.
Il fantasma non ha studiato in Persia in passato, ma è invece un criminale esperto di magia nera fuggito dai lavori forzati.
Inizialmente gli autori volevano preservare il finale originale del romanzo, e furono anche girate le scene dove il fantasma moriva di crepacuore suonando l'organo dopo che Christine lo aveva abbandonato. Era inoltre prevista una breve scena conclusiva dove si vedevano Christine e Raoul in luna di miele. A causa delle reazioni negative del pubblico durante le prime proiezioni, lo studio decise di cambiare il finale introducendone uno più emozionante. Il sostituto di Julian, Edward Sedgwick fu assunto proprio per girare un finale spettacolare, nel quale il fantasma viene linciato dalla folla e riceve un castigo per le sue malefatte.